# Glomera
Glomera is een geslacht met 129 soorten tropische orchideeën uit de onderfamilie Epidendroideae.
Het is een weinig bekende groep van epifytische orchideeën uit Nieuw-Guinea en Maleisië, waarvan nog regelmatig nieuwe soorten worden ontdekt.

## Naamgeving enetymologie
- Synoniem: Ischnocentrum Schltr., Sepalosiphon Schltr.

De botanische naam Glomera is afkomstig uit het Latijnse 'glomus' (bal) en slaat op de bolvormige bloeiwijze.

## Kenmerken
Glomera-soorten zijn overwegend kleine en middelgrote (tot 1 m) epifytische orchideeën met verhoutte bloemstengels, omsloten door de bladvoeten van afgevallen bladeren.
De bloeiwijze is zeer afwijkend voor een orchidee: een eindstandige, bolvormige tros met vele kleine, weinig geopende bloemen, wit of geel gekleurd, met een contrasterende roze bloemlip.
Het gynostemium draagt één meeldraad met vier harde pollinia.

## Habitaten verspreiding
Glomera komen voor in tropische laaglandwouden en montane regenwouden. Het verspreidingsgebied is beperkt tot Maleisië en Nieuw-Guinea, met het centrum ervan in Nieuw-Guinea.

## Taxonomie
De omvang van het geslacht is zeer onzeker en wijzigt nog steeds. Naargelang de gevolgde taxonomie wordt gesproken over 57 tot 127 soorten. De eerste honderd jaar na de ontdekking van de typesoort was het geslacht beperkt tot die ene soort, pas halfweg de 20e eeuw is het aantal soorten spectaculair toegenomen.
De typesoort is Glomera erythrosma Blume (1825).

## Lijst
- Glomera acicularis  Schltr. (1912)
- Glomera acuminata  J.J.Sm. (1911)
- Glomera acutiflora  (Schltr.) J.J.Sm. (1912)
- Glomera adenandroides  (Schltr.) J.J.Sm. (1912)
- Glomera adenocarpa  (Schltr.) J.J.Sm. (1912)
- Glomera affinis  J.J.Sm. (1912)
- Glomera albiviridis  P.Royen (1979)
- Glomera amboinensis  (Ridl.) J.J.Sm. (1908)
- Glomera angiensis  J.J.Sm. (1917)
- Glomera asperata  Schltr. (1922)
- Glomera aurea  Schltr. (1912)
- Glomera bambusiformis  Schltr. (1912)
- Glomera bismarckiensis  J.J.Sm. (1912)
- Glomera bougainvilleana  Ormerod (1995)
- Glomera brachychaete  (Schltr.) J.J.Sm. (1912)
- Glomera brevipetala  J.J.Sm. (1911)
- Glomera calocephala  Schltr. (1921)
- Glomera carnea  J.J.Sm. (1910)
- Glomera carolinensis  L.O.Williams (1939)
- Glomera celebica  (Schltr.) J.J.Sm. (1912)
- Glomera compressa  J.J.Sm. (1911)
- Glomera confusa  J.J.Sm. (1912)
- Glomera conglutinata  J.J.Sm. (1911)
- Glomera cyatheicola  P.Royen (1979)
- Glomera dekockii  J.J.Sm. (1911)
- Glomera dentifera  J.J.Sm. (1908)
- Glomera dependens  (Schltr.) J.J.Sm. (1912)
- Glomera diosmoides  (Schltr.) J.J.Sm. (1912)
- Glomera dischorensis  (Schltr.) J.J.Sm. (1912)
- Glomera distichifolia  Ormerod (1996)
- Glomera dubia  J.J.Sm. (1914)
- Glomera elegantula  (Schltr.) J.J.Sm. (1908)
- Glomera emarginata  Kores (1989)
- Glomera ericifolia  Ridl. (1916)
- Glomera erythrosma  Blume (1825)
- Glomera flaccida  (Schltr.) J.J.Sm. (1912)
- Glomera flammula  Schltr. (1912)
- Glomera fransseniana  J.J.Sm. (1914)
- Glomera fruticula  J.J.Sm. (1911)
- Glomera fruticulosa  Schltr. (1912)
- Glomera fusca  (Schltr.) J.J.Sm. (1934)
- Glomera gamosepalata  P.Royen (1979)
- Glomera geelvinkensis  J.J.Sm. (1915)
- Glomera glomeroides  (Schltr.) J.J.Sm. (1912)
- Glomera goliathensis  J.J.Sm. (1911)
- Glomera graminifolia  Schltr. (1922)
- Glomera grandiflora  J.J.Sm. (1910)
- Glomera hamadryas  (Schltr.) J.J.Sm. (1908)
- Glomera hubrechtiana  J.J.Sm. (1929)
- Glomera hunsteiniana  (Schltr.) J.J.Sm. (1934)
- Glomera imitans  (Schltr.) J.J.Sm. (1912)
- Glomera inconspicua  J.J.Sm. (1935)
- Glomera inflata  (Schltr.) J.J.Sm. (1934)
- Glomera jabiensis  J.J.Sm. (1915)
- Glomera kaniensis  Schltr. (1912)
- Glomera kanke  P.Royen (1979)
- Glomera keytsiana  J.J.Sm. (1913)
- Glomera lancipetala  J.J.Sm. (1928)
- Glomera latilinguis  J.J.Sm. (1910)
- Glomera latipetala  (Schltr.) J.J.Sm. (1912)
- Glomera ledermannii  (Schltr.) J.J.Sm. (1934)
- Glomera leucomela  (Schltr.) J.J.Sm. (1912)
- Glomera longa  (Schltr.) J.J.Sm. (1912)
- Glomera longicaulis  J.J.Sm. (1915)
- Glomera macdonaldii  (Schltr.) Ames (1933)
- Glomera macrantha  J.J.Sm. (1912)
- Glomera macrophylla  Schltr. (1922)
- Glomera manicata  J.J.Sm. (1910)
- Glomera melanocaulon  Schltr. (1912)
- Glomera merrillii  Ames 1914)
- Glomera microphylla  J.J.Sm. (1914)
- Glomera minutigibba  J.J.Sm. (1929)
- Glomera montana  Rchb.f. (1876)
- Glomera myrtillus  (Schltr.) Schuit. & de Vogel (2003)
- Glomera nana  (Schltr.) J.J.Sm. (1912)
- Glomera neohibernica  Schltr. (1905)
- Glomera nigrilimbata  P.Royen (1979)
- Glomera obovata  (Schltr.) J.J.Sm. (1912)
- Glomera obtusa  Schltr. (1912)
- Glomera oligantha  Schltr. (1919)
- Glomera palustris  J.J.Sm. (1911)
- Glomera parviflora  J.J.Sm. (1912)
- Glomera patens  Schltr. (1922)
- Glomera pensilis  (Schltr.) J.J.Sm. (1912)
- Glomera pilifera  (Schltr.) J.J.Sm. (1908)
- Glomera platypetala  Schltr. (1912)
- Glomera pleiotricha  J.J.Sm. (1929)
- Glomera plumosa  J.J.Sm. (1928)
- Glomera polychaete  (Schltr.) J.J.Sm. (1912)
- Glomera pseudomonanthos  Ormerod (2005)
- Glomera pteropetala  (Schltr.) J.J.Sm. (1934)
- Glomera pullei  J.J.Sm. (1914)
- Glomera pumilio  J.J.Sm. (1928)
- Glomera pungens  (Schltr.) J.J.Sm. (1912)
- Glomera retusa  J.J.Sm. (1910)
- Glomera retusimentum  J.J.Sm. (1935)
- Glomera rhombea  J.J.Sm. (1911)
- Glomera rigidula  J.J.Sm. (1912)
- Glomera rubroviridis  J.J.Sm. (1914)
- Glomera saccosepala  J.J.Sm. (1911)
- Glomera salicornioides  J.J.Sm. (1914)
- Glomera salmonea  J.J.Sm. (1914)
- Glomera scandens  J.J.Sm. (1911)
- Glomera schlechteriana  Mansf. (1929)
- Glomera schultzei  Schltr. (1922)
- Glomera secunda  J.J.Sm. (1928)
- Glomera sepalosiphon  Schuit. & de Vogel (2003)
- Glomera similis  J.J.Sm. (1917)
- Glomera sororia  J.J.Sm. (1917)
- Glomera squamulosa  (Schltr.) J.J.Sm. (1908)
- Glomera stenocentron  (Schltr.) J.J.Sm. (1912)
- Glomera subeciliata  J.J.Sm. (1929)
- Glomera sublaevis  J.J.Sm. (1912)
- Glomera subpetiolata  Schltr. (1912)
- Glomera subracemosa  J.J.Sm. (1910)
- Glomera subulata  (Schltr.) J.J.Sm. (1912)
- Glomera subuliformis  J.J.Sm. (1910)
- Glomera tamiana  J.J.Sm. (1934)
- Glomera tenuis  (Rolfe) J.J.Sm. (1913)
- Glomera terrestris  J.J.Sm. (1911)
- Glomera torricellensis  Schltr. (1905
- Glomera transitoria  J.J.Sm. (1913)
- Glomera triangularis  J.J.Sm. (1911)
- Glomera uniflora  J.J.Sm. (1908)
- Glomera verrucifera  Schltr. (1912)
- Glomera verrucosissima  (Schltr.) J.J.Sm. (1934)
- Glomera verruculosa  (Schltr.) J.J.Sm. (1912)
- Glomera versteegii  J.J.Sm. (1914)
- Glomera viridis  (Schltr.) J.J.Sm. (1912)